# Stade de Twickenham
Le stade de Twickenham, désigné Allianz Stadium pour des raisons de naming, appelé usuellement Twickenham ou Twickers, est une enceinte consacrée au rugby à XV. Localisée à Twickenham, au sud-ouest de Londres, c'est une arène de 82 000 places.
Le stade est le siège de la Fédération anglaise de rugby à XV, la Rugby Football Union, il est utilisé par l'équipe d'Angleterre lors du Tournoi des Six Nations et pour ses test matches. La finale du Championnat d'Angleterre se dispute également dans cette enceinte tout comme celle de la Coupe d'Angleterre qui fut disputée ici jusqu'en 2009. Ce stade est aussi utilisé pour certains des matches de la Coupe d'Europe. Bien qu'il soit prévu essentiellement pour le rugby à XV, le stade a aussi été utilisé pour des concerts de groupes de rock tels que The Eagles, les Rolling Stones, Iron Maiden, U2 et The Police. Lady Gaga s'y est produite à deux reprises, les 8 et 9 septembre 2012, pour sa tournée Born This Way Ball.

## Historique
La RFU achète un terrain utilisé pour la culture du chou à Twickenham en 1907 et fait construire une première tribune en 1908. Le premier match disputé à Twickenham oppose les Harlequins au Richmond F. C. le 2 octobre 1909, et le premier match international a lieu le 15 janvier 1910 entre les équipes d'Angleterre et du pays de Galles. Le stade a alors une capacité de 20 000 places.
Pour marquer le cinquantenaire du stade, en 1959, une équipe jointe de l'Angleterre et du pays de Galles bat une équipe jointe de l'Irlande et de l'Écosse (26-17).
Le 17 avril 1971, une sélection internationale affronte l'Angleterre à l'occasion du centenaire de la Fédération anglaise de rugby à XV (RFU). Le XV étranger, composé à l'invitation du président de la RFU, comprend des joueurs australiens, fidjiens, français, néo-zélandais et sud-africains. Il remporte la rencontre sur le score de 28 à 11.
Le 19 mars 1988, à l'occasion d'un match entre l'Angleterre et l'Irlande, les Anglais perdent (0-3) à la mi-temps puis prennent l'avantage en deuxième mi-temps en marquant plusieurs essais. Les supporters anglais chantent alors spontanément Swing Low, Sweet Chariot après le troisième essai. C'est devenu depuis le chant d'encouragement des supporters anglais de rugby,.
Plusieurs matches de la Coupe du monde 1991 ont été disputés à Twickenham : trois matches de la poule de qualification dont faisait partie l'Angleterre et surtout la finale qui est remportée par l'Australie aux dépens de l'Angleterre (12-6).
Twickenham a aussi été retenu pour des matches de la Coupe du monde 1999 organisée par le pays de Galles. L'Angleterre y dispute ses trois matches de poule et un match de barrage contre l'équipe des Fidji. Les deux demi-finales y sont également jouées.
Lorsque Clive Woodward est à la tête de l'équipe anglaise, Twickenham devient une véritable forteresse pour ses adversaires : les Anglais y disputent alors 19 rencontres consécutives sans défaite (d'octobre 1999 à mars 2004). 
Le 5 mars 2005, l'International Rugby Board organise un match de soutien aux victimes du tsunami de décembre 2004. Le match oppose des équipes représentant les hémisphères nord et sud.
Le 11 mars 2023, l'Angleterre subit la plus lourde défaite de son histoire dans son fief de Twickenham face au XV de France. Celui-ci s'impose 53 à 10 lors d'une rencontre « historique » vécue comme « humiliante » par les Anglais,,.
La fédération anglaise conclut en 2024 un contrat de naming avec le groupe d'assurances Allianz, rebaptisant l'enceinte Allianz Stadium à partir du 1er septembre 2024.

## Coupe du monde de rugby à XV

### Édition1991
| Poule A | Angleterre | 012 - 180 | Nouvelle-Zélande |
| Poule A | Angleterre | 036 - 60  | Italie           |
| Poule A | Angleterre | 037 - 90  | États-Unis       |
| Finale  | Angleterre | 06 - 12   | Australie        |

### Édition1999
| Poule B     | Angleterre       | 67 - 70  | Italie           |
| Poule B     | Angleterre       | 16 - 30  | Nouvelle-Zélande |
| Poule B     | Angleterre       | 101 - 10 | Tonga            |
| Barrage     | Angleterre       | 45 - 24  | Fidji            |
| Demi-finale | Australie        | 27 - 21  | Afrique du Sud   |
| Demi-finale | Nouvelle-Zélande | 31 - 43  | France           |

### Édition2015
Le 18 septembre 2015, le stade accueille la cérémonie d'ouverture de la Coupe du monde de rugby 2015 ainsi que le match d'ouverture Angleterre - Fidji, remporté par les Anglais (35-11). Il est aussi réservé pour l'organisation des demi-finales et de la finale.
| Poule A         | Angleterre       | 35 - 11 | Fidji            |
| Poule D         | France           | 32 - 10 | Italie           |
| Poule A         | Angleterre       | 25 - 28 | Pays de Galles   |
| Poule A         | Angleterre       | 13 - 33 | Australie        |
| Poule A         | Australie        | 15 - 60 | Pays de Galles   |
| Quart de finale | Afrique du Sud   | 23 - 19 | Pays de Galles   |
| Quart de finale | Australie        | 35 - 34 | Écosse           |
| Demi-finale     | Afrique du Sud   | 18 - 20 | Nouvelle-Zélande |
| Demi-finale     | Argentine        | 15 - 29 | Australie        |
| Finale          | Nouvelle-Zélande | 34 - 17 | Australie        |

## Aménagements du stade
Depuis l'achat du terrain en 1907, le stade est l’objet de plusieurs aménagements avec dès 1921 la construction de la tribune Nord puis en 1927 l’extension de la tribune Est pour porter la capacité du stade à 12 000 places. La tribune Sud est ensuite modifiée pour amener la capacité de Twickenham à 20 000 places et la tribune Ouest est à son tour aménagée en 1932.
La tribune Sud doit être interdite aux spectateurs en raison de défauts dans sa structure, elle est reconstruite du début des années 1980 au milieu des années 1990. Après de nouveaux travaux engagés en 1992 et terminés en 1995, la capacité du stade est portée à 75 000 places assises.
Une ultime extension du stade a été réalisée avec la réfection de la tribune Sud, portant ainsi la capacité du stade à 82 076 places.
Pour son premier match dans cette enceinte rénovée, le 5 novembre 2006, le XV de la Rose s'incline 20-41 face aux All Blacks devant une foule record de 82 076 spectateurs.
Il y a même une IRM au sein du stade qui servit notamment au diagnostic de la rupture des ligaments croisés de Jimmy Marlu en 2005 lors de la rencontre de coupe d'Europe opposant le Biarritz Olympique aux London Irish.

## Autres utilisations du stade

### Rugby à XIII et rugby à sept
Bien que Twickenham soit essentiellement utilisé pour des rencontres de rugby à XV, d'autres manifestations sportives s'y sont déroulées. En 2000, un match de rugby à XIII a opposé l'Australie à l'Angleterre dans le cadre de la Coupe du monde de rugby à XIII.
Depuis 2001, le stade accueille un tournoi international de rugby à sept, le London Sevens, l'étape anglaise des World rugby Sevens Series.
Twickenham est aussi le siège d'un musée qui retrace toute l'histoire du rugby, on peut voir en particulier un maillot porté lors du premier match de rugby disputé en 1871 entre l'Angleterre et l'Écosse.

### Concerts
En raison des travaux de construction du Wembley Stadium, plusieurs manifestations sont transférées de Wembley à Twickenham. C'est le cas notamment de concerts des Rolling Stones (un des concerts donne lieu à un enregistrement que l'on retrouve sur le DVD Four Flicks).

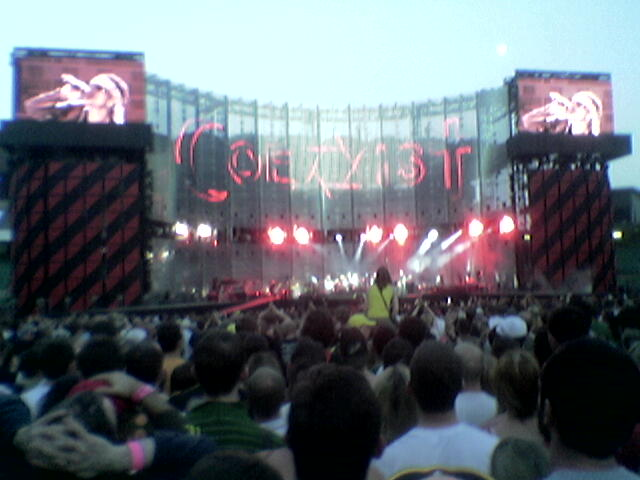
Concert de U2 en 2005
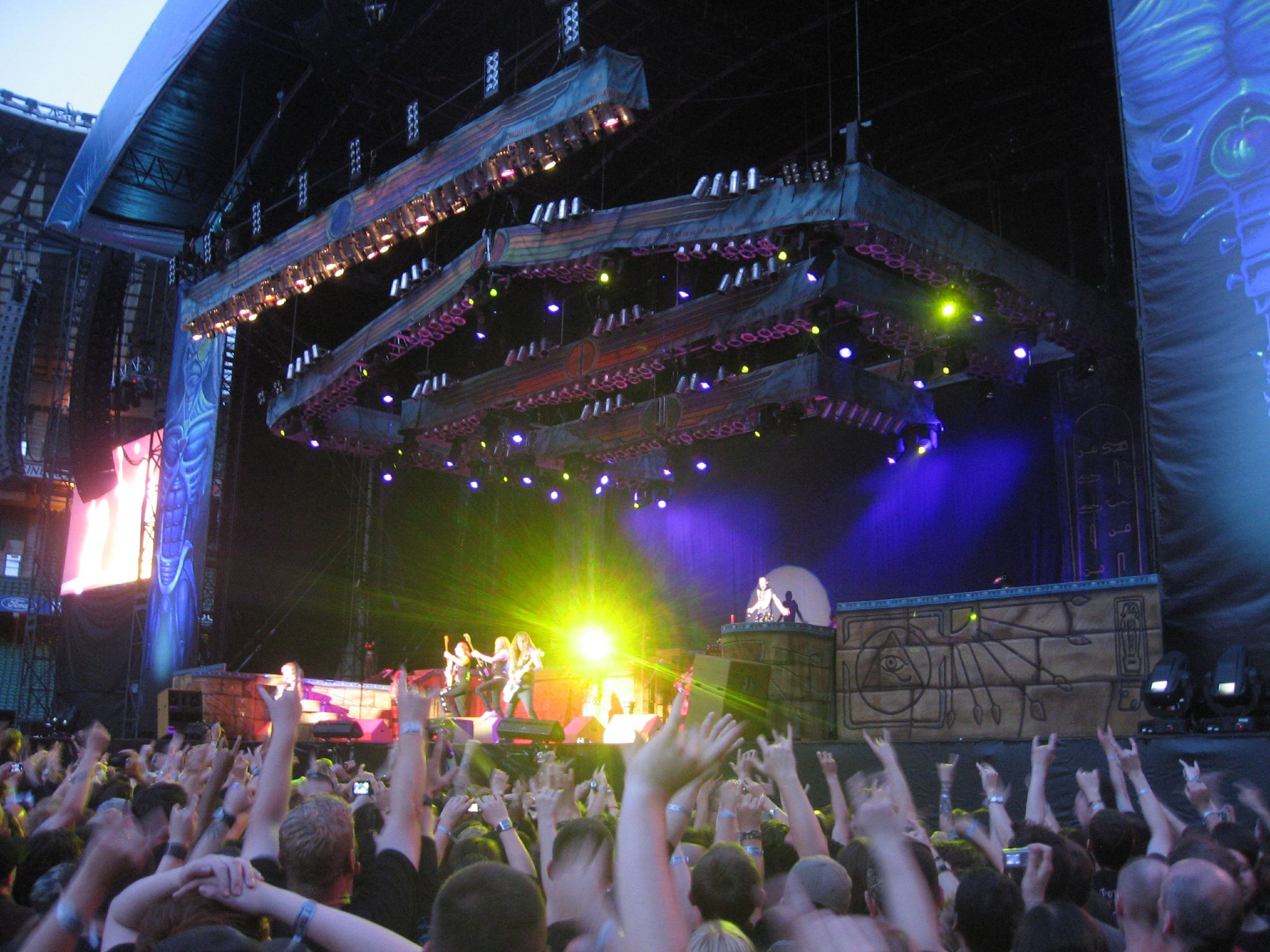
Concert de Iron Maiden en 2008

### Football américain
Le stade accueille des matches de la National Football League dans le cadre de la série internationale de la NFL en 2016 et 2017.

## Galerie
Quelques photos du stade de Twickenham :

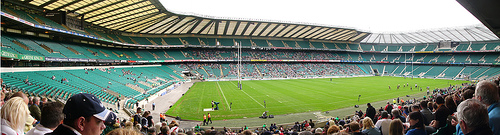
Panorama en 2007.
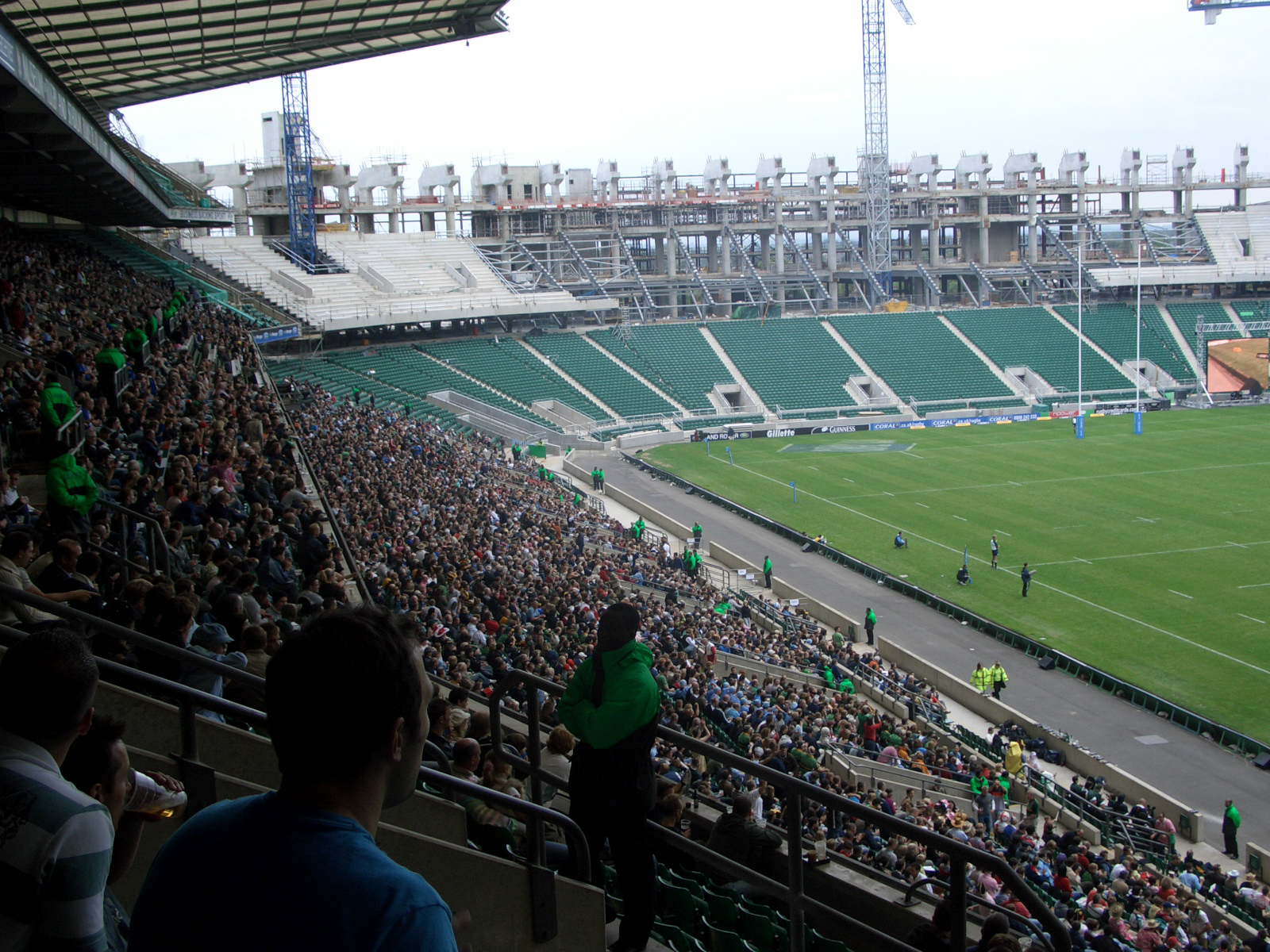
Aménagements de la tribune Sud.
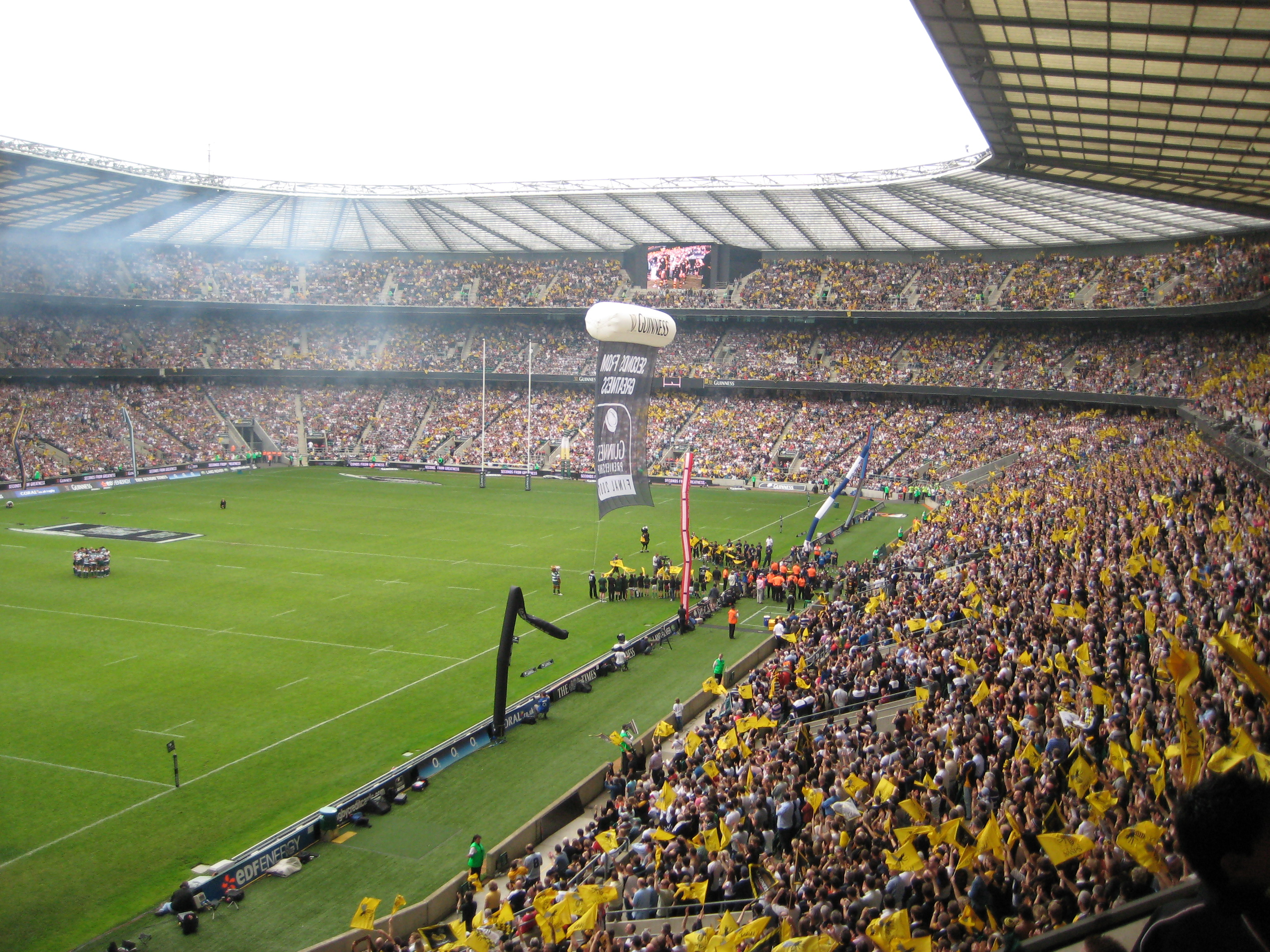
Stade plein.
Logo du stade.